# Крис Фрум
Крис Фрум (енгл. Chris Froome; Најроби, 20. мај 1985) британски је професионални бициклиста родом из Кеније, који тренутно вози за UCI ворлд тур тим — Израел—премијер тех. Четвороструки је побједник Тур де Франса, а освојио је двапут Вуелта а Еспању и једном Ђиро д’Италију. Осим гранд тур трка, освојио је Критеријум ди Дофине три пута, два пута Тур де Романди и по једном Тур оф Оман, Вуелта а Андалузију, Критеријум Интарнасионал и Хералд сан тур. Освојио је двије бронзане медаље у вожњи на хронометар на Олимпијским играма — 2012 и 2016, као и бронзану медаљу у вожњи на хронометар на Свјетском првенству. Током каријере, суочавао се са бројним оптужбама да је користио рупе у анти допинг правилима, како би употребљавао лијекове који повећавају перформансе.
Професионалну каријеру почео је 2007. године, у афричком тиму Коника Минолта. Такмичио се за Кенију до 2008, када је прешао у британски тим Барловрлд и од тада наступа под британском лиценцом. У тиму је провео двије сезоне, након чега је, 2010. потписао уговор са новооснованим тимом Скај. Први велики успјех остварио је 2011, када је завршио Вуелта на Еспању на другом мјесту, иза Хуана Хосеа Коба. Године 2012, радио је за Бредлија Вигинса, који је освојио Тур, поставши први британски побједник, док је Фрум завршио на другом мјесту. На Олимпијским играма 2012, освојио је бронзану медаљу у вожњи на хронометар, завршивши иза Вигинса и Тонија Мартина.
Године 2013, освојио је Тур оф Оман, Критеријум интарнасионал, Тур де Романди и Критеријум ди Дофине, након чега је био лидер тима на Тур де Франсу. Преузео је жуту мајицу на осмој етапи, задржао је до краја и освојио је Тур испред Наира Кинтане, уз три етапне побједе. Године 2014, освојио је Тур оф Оман и Тур де Романди трке по други пут, док је морао да напусти Тур због неколико падова. Био је лидер тима на Вуелти, коју је завршио на другом мјесту, иза Алберта Контадора. Године 2015, освојио је Вуелта а Андалузију и Критеријум ди Дофине, након чега је освојио Тур де Франс по други пут, уз брдску класификацију. Возио је и Вуелта а Еспању, али је није завршио. Године 2016, освојио је Критеријум ди Дофине по трећи пут, чиме се придружио тројици возача са три побједе, што је рекордан број побједа.Освојио је Тур такође по трећи пут, испред Ромена Бардеа, уз једну етапну побједу, поставши тако први возач након Мигела Индураина 1995, који је освојио Тур двије године заредом. Освојио је бронзану медаљу у вожњи на хронометар на Олимпијским играма 2016, по други пут, завршивши иза Фабијана Канчеларе и Тома Димулена. Вуелта а Еспању је завршио на другом мјесту, иза Кинтане. Године 2017, освојио је Тур де Франс по четврти пут, испред Ригоберта Урана, без остварене иједне етапне побједе, поставши пети возач који је Тур освојио три пута заредом. У финишу сезоне, освојио је Вуелта а Еспању, поставши први британски побједник Вуелте. Такође, постао је први возач након Бернара Иноа (1978) који је освојио Тур и Вуелту исте године. Најуспјешнију сезону у каријери завршио је са освојеном бронзаном медаљом на Свјетском првенству у вожњи на хронометар. Накнадно му је додијељена побједа на Вуелти 2011, јер је утврђено да се првобитни побједник — Хуан Хосе Кобо, допинговао. Године 2018, освојио је Ђиро д’Италију, поставши тако први возач након Едија Меркса и Бернара Иноа који је освојио све три гранд тур трке заредом. Фрум је прије етапе 19 заостајао три минута и 22 секунде иза Сајмона Јејтса; на етапи 19 напао је на 80 km до циља и дошао до соло побједе, направивши један од највећих преокрета у историји трке. Такође, након освајања Вуелте, Фрум је постао и први Британац који је освојио Ђиро. Покушао је да постане први возач након Марка Пантанија 1998, који ће освојити Ђиро и Тур исте године, али је Тур завршио на трећем мјесту, иза Герента Томаса и Димулена.
Године 2019, пао је на Критеријуму ди Дофине, због чега је морао да пропусти остатак сезоне, укључујући и Тур де Франс. Тркању се вратио на УАЕ Туру у фебруару 2020, али је у марту сезона прекинута због пандемије ковида 19. У јулу 2020, потписао је уговор са ворлд тур тимом — Израел старт ап нејшн за 2021, након чега је изостављен из тима за Тур де Франс 2020. Био је лидер на Вуелта а Еспањи, али је већ на првој етапи изгубио доста времена.

## Дјетињство и аматерска каријера
Фрум је рођен у Најробију, у Кенији, као најмлађи од троје деце, од родитеља Џејн и Клива, који је био репрезентативац Енглеске у хокеју, за узраст до 19 година. Родитељи његове мајке су емигрирали из Енглеске у Кенију да би покренули фарму усева. То је био тежак период за Фрума, родитељи су му се разишли, отац је отишао у Јужну Африку где је почео нови посао, док му је мајка радила у Кенији као физиотерапеут. Фрумова старија браћа, Џонатан и Џереми су ишли у школу рагбија у Варвикширу у Енглеској, на шта је ишао највећи део породичног новца. Када би се вратили кући за распуст, скупљали су змије, Крис је имао два питона, а у кући су имали 50 змија. "Мами се није то допадало, али је хтела да нас охрабри да учимо па је допустила да остану у кући." Изјавио је старији Крисов брат, Џереми. Кад је Фрум имао 13 година, мајка га је одвела на прву организовану бициклистичку трку. Била је то добротворна трка коју је он освојио, упркос томе што га је мајка оборила са бицикла. Тад је упознао Дејвида Кињаха, професионалног бициклисту, коју му је постао ментор и тренинг партнер. "Он је био необичан, али није био момак за кога мислите да је будући шампион." Рекао је Кињах "Ништа специјално, осим у његовој глави." Након што је завршио основну школу у Најробију, Фрум се преселио у Јужноафричку Републику са 14 година, где му је подршка био отац. У Јоханезбургу је завршио средњу школу, а затим и у интернату у приватној школи у Јоханезбургу. Затим је студирао две године економију на универзитету у Јоханезбургу. Тамо је почео да се бави друмским бициклизмом,
Године 2006. је победио Кињаха први пут, али у бициклистилкој федерацији Кеније нису хтели да у њиховом тиму за игре Комонвелта буде момак базиран у Јужној Африци. Кињах је рекао федерацији ако Фрум не буде у тиму, сви ће кренури у штрајк и укључили су га у тим. На играма Комонвлта завршио је на 17 месту. Фрум је желео да учествује на Светском првенству у Салцбургу, за возаче до 23 године, али му из федерације нису дозвољавали. Читао је све њихове мејлове и са Кињахом је кривотворио пријавни мејл, како би му дозволили да учествује. Фрум је отишао у Салцбург на своју прву трку у Европи и био је дезорјентисан. Пао је на силаску са рампе на хронометру и ударио је комесаре, који нису повређени. Хронометар је завршио на 36 месту, три и по минута иза победника.
Фрумова мајка је умрла 2008. не доживевши да види Фрумов дебитантски наступ на Тур де Франсу касније те године. "Она је увек у мојим мислима. Мама ми је била инспирација, велики разлог због чега сам ушао у спорт. Увек је возила ауто поред мене, помажући ми, Кињах и момци су носили бидоне у дугим вожњама и стајали су уз нас у свим политичким биткама." Изјавио је Фрум за британски Телеграф.

## Професионална каријера

### 2007—2010.
Године 2007. када је имао 22 године, Фруму је понуђено да проведе неко време у Јужноафричком тиму Коника Минолта, који је возио неколико месеци у Европи. "Увек ми је било тешко да балансирам студије и тренинге и мислио сам, ок, ставићу студије на чекање. Бавићу се бициклизмом, даћу све од себе годину дана и ако могу да направим нешто од тога, онда супер, али ако не успем, срећом могу да се вратим студијама и да наставим даље." Такмичио се од априла до септембра, за мултинационални бициклистички тим Светског бициклистичког центра, базираног у Швајцарској, који је промовисао бициклизам у Кенији, Алжиру, Кини итд. У мају је возио своју прву етапну трку, Ђиро деле Ређиони, где је победио на петој етапи, када је напао на два километра до циља, са Сирилом Готјеом и победио у спринту. Фрум је тако остварио прву победу за Кенију на трци икада. Крајем маја, победио је на шестој етапи на Тур оф Јапан трци. Фрум је напао на 14 кругова до циља, на стази Шузењи, заједно са још седам возача. Водећи возачи су се смењивали у нападима, али нико није могао да се одвоји, док није Фрум напао и убрзо направио велику предност. Победио је са 40 секунди испред групе. У јуну учествовао је на Б Светском првенству, одржаном у Кејптауну, где је освојио сребрну медаљу у вожњи на хронометар. Фрум је хронометар дуг 26,8 km за 35 минута, 15 секунди спорије од Кинеза Хаи Јун Ма. У јулу је освојио још једну медаљу за Кенију, на Све-Афричким играма, у Алжиру. Фрум је друмску трку завршио на трећем месту. 26. септембра, учествовао је на Светском друмском првенству за возаче до 23 године, хронометар је завршио на 41 месту.
На препоруку Афричког возача, Робија Хантера, Фрум је потписао уговор са британским тимом Барворлд, где је почела његова професионална каријера. У марту, завршио је други на трци у Јужној Африци, Ђиро дел Капо, минут и 41 секунду иза сувозача, Кристијана Фанбергера. У априлу и мају возио је Критеријум Интернатионал, Гент—Вевелгем и арденске класике. У јулу дебитовао је на гранд тур тркама, ушао је у састав тима за Тур де Франс, поставши тако први Кенијац на трци, али под заставом Велике Британије. Завршио је на 84 месту у генералном пласману и на 11 месту у класификацији за најбољег младог возача. У октобру, завршио је четврти на Хералд сан Туру, у Аустралији.
Прву професионалну победу Фрум је остварио на другој етапи трке Ђиро дел Капо, у марту 2009. Већ након 20 km десеточлани бег се одвојио, члан тог бега био је и Фрум, који је напао на 30 km до циља, победио је четири минута испред другопласираног Џеја Томсона. У мају, возио је Ђиро д’Италија, коју је завршио на 36 месту у генералном пласману и на седмом месту у класификацији за најбољег младог возача. На националном првенству завршио је четврти, Фрум је у спринту четворочланог бега завршио задњи. У јулу, победио је на малој једнодневној трци у Јужној Африци, Анатомик џок рејс. Фрум је трку дугу 150 km завршио за 4 сата, 4 минута и 33 секунде, 10 секунди испред Малколма Ланжа. У септембру 2009. објављено је да је Фрум потписао уговор са тимом Скај за 2010. годину.
Сезону 2010. Фрум је почео у јануару, на трци Тур дану андер, где је завршио на 76 месту у генералном пласману. У фебруару је остварио најбољи резултат за тим Скај у својој првој сезони, на дводневној трци у Француској, Тур ди Аут вар, завршио је на деветом месту. Након трка по Шпанији и Француској, где није остварио запажене резултате, Фрум је возио арденске класике, али ни на њима није остварио добар резултат. Амстел голд рејс је завршио на 76, Флеш Валон на 119, а Лијеж—Бастоњ—Лијеж на 138 месту, од 140 колико је завршило трку. Сезону је наставио на трци Тур де Романди, али је напустио током друге етапе. На Ђиро д’Италији, Фрум је био готово неприметан, само је две етапе завршио испод 50 места. На етапи 19, Фрум је патио од повреде колена, због чега је на успону Мортироло отпао од групета, због чега се придржавао за полицијски мотор. Комесар трке је то приметио и наредио му је да одмах сиђе са бицикла и напусти трку. Кажњен је и са 200 швајцарских франака. Фрум је изјавио да се придржавао за мотор само да би дошао до зоне где се узима храна, да би напустио трку. Након Ђира, возио је Тур оф Аустрија трку (Остереиш—Рунфарт), где је завршио на 63 месту у генералном пласману. Добар резултат није остварио ни на Енеко Туру, док трке у Канади, Гран при сајклисте де Монтреал и Гран при сајклисте де Квебек није завршио. На националном првенству у вожњи на хронометар, Фрум је завршио други, минут и 22 секунде иза сувозача из Скаја, Бредлија Вигинса. У октобру, представљао је Енглеску на Играма Комонвелта, завршивши пети на 40 km дугом хронометру, два минута и 20 секунди иза победника Дејвида Милара. Фрум је учествовао и у друмској трци, завршио је на 44 месту. Након игара, завршио је сезону.

### 2011.
Сезону 2011 почео је на Вуелта а Андалузији. Трка је почела прологом, који је Фрум завршио на 26 месту, 20 секунди иза победника — Жемија Енгулвена. Након три етапе Фрум је био на 15 месту у генералном пласману, али је на четвртој етапи изгубио осам минута. Трку је завршио на 50 месту. Сезону је наставио у Шпанији, на тродневној трци Вуелта а Мурсија. Трка је почела равном етапом, на којој је тријумфовао Мајкл Метјуз, док је Фрум завршио у главној групи, на 41 месту. На другој, брдској етапи, Фрум је изгубио осам минута; док је хронометар на последњој, трећој етапи, завршио на 19 месту, 46 секунди иза Алберта Контадора. Контадор је освојио трку, док је Фрум завршио на 62 месту, девет минута иза. Сезону у Шпанији наставио је на Вуелта а Каталуња трци. Након прве две спринтерске етапе, борба за генерални пласман вођена је на трећој, краљевској етапи; победио је Алберто Контадор, док је Фрум завршио девет минута иза. У наставку је губио време по равним етапама и завршио је трку на 62 месту, десет и по минута иза Контадора. Бољи резултат остварио је на наредној трци у Шпанији — Вуелта а Кастиља и Леон. Након прве две спринтерске етапе, на трећој је вођена борба на два успона. Фрум је етапу завршио на 20 месту, 40 секунди иза победника и заузимао је 18 место у генералном пласману. Хронометар на четвртој етапи завршио је десети, 38 секунди иза Контадора и попео се на 16 место у генералном пласману. Последњу, пету етапу завршио је у групи, али је захваљујући томе што су Пардиља и Алварез изгубили 15 секунди, трку завршио на 14 месту.
Након трка у Шпанији, у априлу је возио Тур де Романди трку у Швајцарској. Романдија је почела 3,5 km дугим прологом, који је Фрум завршио на 88 месту, 13 секунди иза Хонатана Кастровијеха. На првој етапи, Павел Брут је тријумфовао из бега, док је Фрум завршио десети у борби главне групе и дошао до 19 места у генералном пласману. Добром вожњом на другој етапи дошао је до 16 места у генералном пласману, док је хронометар на четвртој етапи завршио на 50 месту, али је дошао до 15 места у генералном пласману, захваљујући лошијим резултатима других возача. На последњој етапи није било промена и завршио је трку на 15 месту, минут и 18 секунди иза победника — Кадела Еванса. Сезону је наставио на Тур оф Калифорнија трци. Прва етапа отказана је због снега и лошег времена, а након две спринтерске етапе које је завршио у групи, на четвртој, првој брдској етапи, изгубио је скоро три минута од победника — Криса Хорнера. Хронометар на шестој етапи завршио је на 22 месту, минут и по иза Дејвида Забриског и тако дошао до 17 места у генералном пласману. На краљевској, седмој етапи, Фрум је отишао у бег заједно са још осам возача. Како се етапа ближила крају, бег је достигнут, Фрум је отпао и од главне групе и завршио је етапу 32 минута иза Хорнера. На последњој, спринтерској осмој етапи, завршио је четири минута иза групе и трку је завршио на 66 месту, 40 минута иза Хорнера. У истој форми наставио је и на трци Шкода Тур де Луксембург, где је завршио на 71 месту. На трећој етапи завршио је девети у спринту, док је на осталим етапама губио време и завршио је 14 минута иза победника — Линуса Гердемана. Тур де Свис (досл. трка око Швајцарске) почела је 7 km дугим прологом, који је Фрум завршио на 11 месту, 24 секунде иза Фабијана Канчеларе. Након солидне друге етапе, коју је завршио на 12 месту, на трећој етапи изгубио је 10 минута, а на четвртој још осам. Хронометар на последњој, деветој етапи, завршио је на деветом месту и трку је завршио на 47 месту, 42 минута иза победника — Левија Лајпхајмера. У јулу, није ушао у састав тима Скај за Тур де Франс и возио је Бриксиа Тур, трку у округу Бреша, која се 2011 одржавала по последњи пут. Прву етапу завршио је на 21 месту, у малој групи која је на циљ стигла два минута након победника; док је на другој етапи изгубио 15 минута. Трку је завршио на 45 месту, 24 минута иза победника. Недељу дана након Бриксие, возио је Тур де Полоње трку. Прву етапу завршио је у групи на 112 месту, занимљиво је да су само петорица возача од 175 завршила са временским заостатком. Након две спринтерске етапе које је завршио у групи, на четвртој етапи изгубио је 30 секунди. У наставку трке губио је време у завршио је на 88 месту у генералном пласману, 26 минута иза Петера Сагана.
На Вуелта а Еспању, Фрум је дошао као помоћник за Бредлија Вигинса. Вуелта је стартовала екипним хронометром, који је тим Скај завршио 40 секунди иза тима Леопард Трек. Прве борбе вођене су на четвртој етапи, на последњем успону, Сијера Невада. Винченцо Нибали је напао на 7,5 km до циља и стекао предност, али је убрзо достигнут; Крис Анкер Серенсен и Данијел Морено су напали следећи, Фрум је изашао на чело групе и диктирао темпо, након чега су га замијенили други возачи и завршио је етапу у групи, 11 секунди иза Морена, који је освојио етапу. На петој етапи, Хоаким Родригез је напао на последњем успону, Вигинс је отпадао од групе, Фрум је радио за њега и завршили су 20 секунди иза Родригеза. На шестој етапи, која је требало да буде спринтерска, тим Ликвигас—Кенондејл је на спусту са последњег успона, Сан Херонима, на 10 km до циља, раздвојио групу на више мањих. Четворица возача Ликвигас—Кенондејла, укључујући Нибалија и Сагана, дошли су на циљ заједно са Паблом Ластрасом, док је Фрум завршио 23 секунде иза и пао је на 21 место у генералном пласману, са истим временом као Вигинс. На осмој етапи, Родригез је напао при крају етапе, док су Фрум и Вигинс отпадали и завршили етапу 20 секунди иза. На деветој етапи, првој великој брдској, борба се водила на последњих 10 km. Прво је Микеле Скарпони напао, а остали су пратили; затим се Нибали одвојио, али су га достигли, након чега су напали Данијел Мартин и Николас Роуч; Роуч је убрзо отпао, а Мартину се придружио Нибали, док је Фрум покушавао да доведе Вигинса до њих. На 2 km до циља, фаворити су опет били заједно; Мартин је почео да спринта на 250 метара до циља и освојио је етапу, док је Фрум завршио седам секунди иза, дошавши до 14 места у генералном пласману, три секунде иза Вигинса, који је био на 13 месту. На 47 km дугом хронометру на десетој етапи, Фрум је сасвим неочекивано, освојио друго место, испред Вигинса и узео лидерску мајицу. Након првог мерења, Фрум је заостајао, али је возио све боље и завршио је 59 секунди иза Тонија Мартина, док је завршио 29 секунди испред Вигинса. Фрум је тако узео црвену мајицу, али је и даље радио за Вигинса, који је дошао до трећег места у генералном пласману. На етапи 11, на 18 km дугом успону до циља, Фрум је реаговао на бројне нападе, али је затим у последњем километру отпао и завршио 27 секунди иза Вигинса, због чега је пао на друго место у генералном пласману, док је Вигинс узео црвену мајицу, седам секунди испред. На етапи 14, Хуан Хосе Кобо је напао у финишу и надокнадио 20 секунди, док су Фрум и Вигинс завршили са истим временом. На етапи 15, која је ишла до Англируа, Кобо је напао на 6 km до циља, Фрум је радио за Вигинса, али је Кобо био све даље; успели су да га задрже на 40 секунди, али на 2 km до циља Вигинс је отпао, док је Фрум наставио да вози са Денисом Мењшовим и завршио је 48 секунди иза Коба, који је преузео црвену мајицу. На други дан одмора, Фрум је отишао са другог места, 20 секунди иза Коба, са 26 секунди испред Вигинса. На етапи 16, на другом пролазном циљу на 10 km до циља, Фрум је напао у намери да узме секунде бонификације, али брзом реакцијом Кобових сувозача, узео је само две секунде; међутим при великој брзини у спринту, група се раздвојила и Фрум је завршио етапу две секунде иза Коба. На етапи 17, Мартин је напао на 5 km до циља, након чега су се смењивали у нападима. Кобо је изашао на чело групе фаворита, а затим напао на километар до циља, Фрум је пратио а затим и напао; Кобо првобитно није могао да прати, али га је достигао и Фрум је тријумфовао у спринту. Британац је тако дошао на 13 секунди иза Коба, док је Вигинс пао на минут и 40 секунди. На етапи 18, Вигинс је радио на челу групе у финишу, Фрум је затим напао, али је Кобо пратио. Упркос покушајима, Фрум није успио да дистанцира Коба и разлика је остала иста. На етапи 20, Фрум је напао на 20 km до циља, погрешно протумачивши банер, мислећи да је ту пролазни циљ; Кобо је одмах реаговао, али је Фрум успорио кад су му из тима јавили да је пролазни циљ неколико километара даље. На крају није успио да дође де секунди бонификације. Етапа је била равна и није било простора за нападе и остала је иста разлика. На последњој, етапи 21, Фрум није покушавао да надокнади време и завршио је други, 13 секунди иза Коба, изједначивши резултат Роберта Милара, који је пре Фрума био једини Британац који је освојио друго место на гранд тур тркама.
"Да сте ми пре три недеље рекли да ћу стајати на подијуму у Мадриду, не бих вам веровао", изјавио је Фрум након Вуелте. Такође је изјавио да су људи трчали на етапи поред њега и говорили му "Ако победиш убићемо те". Продужио је уговор са тимом Скај на три године, а затим је играо битну улогу за Марка Кевендиша на Светском првенству у друмској вожњи. Фрум је радио на челу групе у првом делу трке, али је касније напустио, док је у спринту Кевендиш освојио Светско првенство. Сезону је завршио на Тур оф Пекинг трци. Трка је стартовала хронометром, који је Фрум завршио на четвртом месту, 26 секунди иза Тонија Мартина. На трећој етапи, Фрум је покушао да се одвоји у финишу, али није успео. Наредне две етапе су биле спринтерске и Фрум је трку завршио на трећем месту.

### 2012.
На почетку 2012. године, Фруму се опет вратила шистозомијаза, због које је морао да се повуче са Волта Алгарве трке и да пропусти већину трка у првом делу сезоне. Вратио се тркама у мају, на Туру Романдије, где је помогао Вигинсу да освоји трку. Фрум је изабран да вози Тур де Франс, као један од помоћника за Вигинса. Фрум није имао среће на почетку Тура, изгубио је време на прологу, а затим и у паду. На седмој етапи, Фрум је возио за Вигинса, а након што је мала група стигла на брдо, Кадел Еванс је напао, Фрум је одмах реаговао, стигао га и победио на етапи. Фрум је на осталим етапама био јачи од Вигинса, али из тима није добио дозволу да се бори за себе, већ искључиво да помаже Вигинсу и тако је пропустио шансу да победи на етапи 19. Фрум је завршио Тур на другом месту, иза Вигинса, уз једну освојену етапу. На оба хронометра, Фрум је завршио други, иза Вигинса.
На Олимпијским играма у Лондону, Фрум је освојио бронзану медаљу у вожњи на хронометар, завршивши иза Бредлија Вигинса и Тонија Мартина. Након тога, Фрум је био лидер тима на Вуелти, али уморан након Тур де Франса, није био конкурентан за освајање, завршио је на четвртом месту.

### 2013.
Годину 2013, Фрум започиње освајањем Тура Омана, што му је прва освојена етапна трка у каријери. Након Омана, освојио је друго место, етапу и класификацију по поенима на Тирено—Адриатико трци. Пре Тур де Франса, Фрум је освојио Критеријум Интернационал, Тур Романдије и Критеријум Дофине.
На Тур де Франс, фрум је дошао као лидер тима, без Бредлија Вигинса. Старт Тура је био лош за Фрума, пао је пре почетка прве етапе, у неутралној зони. У наредним етапама, Фрум није имао проблема, а затим је супериорно победио на осмој етапи, минут и по испред алехандра Валвердеа и по први пут обукао жуту мајицу. На деветој етапи, Фрум је био изолован и нападали су га многи фаворити, али није изгубио време. На етапи 12, хронометру, Фрум је завршио на другом месту и додатно повећао своју предност. Алберто Контадор и други фаворити су узели Фруму минут на етапи 13, након што се група поделила због ветра. Фрум је победио на етапи 15, на Мон Вентуу, испред Наира Кинтане. Победио је на хронометру на етапи 17 и до краја је одржао предност и освојио је свој први Тур де Франс, четири минута испред другопласираног Наира Кинтане. Фрум је током Тура 19 пута радио допинг тест. У октобру, добио је награду за најбољег возача године.

### 2014.
На почетку 2014. године, Фрум је други пут заредом освојио Тур Омана и Тур Романдије, а због болести је прескочио Тирено—Адриатико.
На Тур де Франс, Фрум је дошао као актуелни шампион и први фаворит за освајање, али након више падова на етапама 4 и 5, Фрум је био приморан да напусти Тур на петој етапи.
Опоравио се на време за Вуелту и нови окршај са Контадором, који је такође морао да напусти Тур де Франс због повреде. Контадор и Фрум су водили велику борбу и Контадор је освојио Вуелту, Фрум је завршио на другом месту, изгубивши време на неким брдским етапама и на хронометру.

### 2015.
Након освајања Тура Омана претходне две године, Фрум је 2015. започео у Шпанији, на трци Рута дел Сол, где је опет водио велику борбу са Контадором, али овога пута је победио за две секунде. Након тога, Фрум учествује на Арденском класику Флеш Валон, где је доживео тежак пад и завршио је на 123 месту. На Туру Романдије, освојио је треће место, иза двојца Каћуше, Илнура Закарина и Симона Шпилака. А пре Тур де Франса, Фрум је освојио Критеријум Дофине.
Тур де Франс је осим Фрума, имао још три велика фаворита, актуелни шампион Винченцо Нибали, двоструки шампион и освојач Ђира 2015. године Алберто Контадор и Наиро Кинтана, шампион Ђира из 2014. године.
Фрум је узео мајицу на трећој етапи, секунду испред Тонија Мартина, који је преузео мајицу победом на четвртој етапи. Након што је Тони Мартин доживео пад на шестој етапи и није стартовао седму етапу, Фрум је одбио да носи жуту мајицу, тако да на тој етапи није било жуте мајице, а освајањем другог места на седмој етапи, Фрум је опет био лидер. Касније је освојио десету етапу и учврстио је своју предност. Са Нибалијем у лошој форми и уморним Контадором, једини ривал Фруму је био Наиро Кинтана, који му је смањио предност на задње две етапе, али није могао више од другог места. Фрум је освојио свој други Тур де Франс, победивши и у брдској класификацији.
Након Тура, Фрум је објавио да ће покушати да освоји и Вуелту. Фрум је био први победник Тура који је возио Вуелту, још од 2008. када је то урадио Карлос Састре. Фрум није имао снаге у брдским етапама, губио је време, доживио је пад и морао је да се повуче.

### 2016.
Пре почетка 2016. године, тим Скај је објавио да ће Фрум покушати да освоји Тур де Франс и Олимпијске игре и у друмској и у вожњи на хронометар.
Сезону је почео у Аустралији у фебруару, на Хералд сан Туру. Трка је почела 2 km дугим прологом, који је Фрум завршио на 26. месту. На првој етапи Фрум је напао на последњем успону, заједно са сувозачем, Питером Кењаком. Кењак је победио на етапи, док је Фрум завршио други, а то је био и нови поредак у генералном пласману. На другој, равној етапи, Тимови Скај и Орика су раздвојили главну групу у последњих 10 km, Фрум је завршио на четвртом месту. На последњој етапи, Фрум је напао на другом успону, задржао је предност до краја и победио на етапи. Узео је довољно времена Кењаку и освојио је трку са 32 секунде испред њега, уз освојену и брдску класификацију. Сезону је наставио крајем марта на Вуелта а Каталоњи. На трећој етапи вођене су прве борбе у брдима, Данијел Мартин је победио, док је Фрум завршио девети, 12 секунди иза. На четвртој етапи, вођена је борба на последњем успону, дугом 18,5 km, Фрум није могао да прати нападе Кинтане и Контадора и завршио је осми, 30 секунди иза. На последње три етапе није вођена велика борба за генерални пласман и Фрум је трку завршио на осмом месту, 46 секунди иза победника Наира Кинтане. На Лијеж—Бастоњ—Лијежу завршио је на 112. месту, док је трку освојио његов сувозач Ваут Пулс. Припреме за Тур де Франс наставио је на Тур де Романди трци. Трка је почела прологом, који је Фрум завршио на 62. месту, 26 секунди иза победника Јона Изагиреа. На другој етапи Фруму се пробушила гума мало пре почетка успона Ле Шамп, на 10 km до циља, Микел Ниеве му је дао точак, али је замена ишла споро и убрзо су стекли велики заостатак. На 17 km до циља Фрум је био близу повратка у главну групу, али су тада убрзали темпо и Фрум је поново дистанциран. На крају је изгубио 17 и по минута и испао из борбе за генерални пласман. На хронометру на трећој етапи, Фрум је покушао да дође до етапне победе, али је завршио четврти, девет секунди иза победника Тиба Пиноа. До победе је ипак дошао на четвртој етапи. Фрум је напао на 40 km до циља, заједно са Тиџејем ван Гардереном, од кога је отишао на 3 km до врха последњег брдског циља. Фрум је брдски циљ прешао са предношћу од 20 секунди, али је на спусту изгубио доста времена, јер није хтео да ризикује по мокрој улици и тријумфовао са четири секунде испред Изагиреа. Последња етапа је била спринтерска и Фрум је трку завршио на 38. месту, 21 минут иза Наира Кинтане. Последња трка коју је возио у оквиру припрема за Тур била је Критеријум ди Дофине, трка која се сматра генералном пробом пред Тур де Франс. Дофине је стартовао брдским прологом, који је Фрум завршио трећи, 13 секунди иза Алберта Контадора. На другој етапи, Фрум је завршио осми, у спринту на брду, разлика у генералном пласману је остала иста. Након две спринтерске етапе, борба за генерални пласман водила се на петој етапи. Тим Скај је контролисао трку, а на почетку последњег успона послали су Микела Ланду у напад. На 3 km до циља, Дан Мартин је напао, Фрум је заостајао, али се убрзо вратио и напао на 2,5 km до циља. Контадор је одмах реаговао, али није имао снаге да га прати, једини који је могао да га прати био је Ричи Порт. Њих двојица су престигли Ланду и стигли су на циљ заједно, Фрум је одспринтао бившег сувозача, победио на етапи и преузео жуту мајицу. На шестој етапи, Ромен Барде је напао на 10 km до циља, пратио га је Тибо Пино, док је позади Фрум маркирао нападе ривала. У самом финишу Фрум је напао и стекао још осам секунди испред Порта и Контадора, док је нападом смањио заостатак за Бардеом на етапи на минут и сачувао жуту мајицу. На последњој етапи, Барде је нападом пет секунди, што му је било довољно да заврши Дофине на другом месту, док је Фрум освојио трку, 12 секунди испред Бардеа, маркирајући друге нападе на последњој етапи.
Фрум је на Тур де Франс дошао као највећи фаворит, док су му највећи ривали били Наиро Кинтана, Алберто Контадор, Ричи Порт, Ромен Барде, Тиџеј ван Гардерен и Фабио Ару. Тур је стартовао спринтерском етапом, на којој је Марк Кевендиш, Фрумов бивши сувозач, узео жуту мајицу по први пут у каријери. Прве борбе за генерални пласман вођене су на оссмој етапи, напади су почели на 3 km до врха последњег брдског циља, нико није успио да се одвоји на успону, док је Фрум нападом на спусту успио да стекне предност и победи на етапи, 13 секунди испред групе, преузевши тако и жуту мајицу. Девета етапа састајала се од пет брдских циљева, тим Скај је контролисао трку, Контадор је напустио због пада, а борба је вођена на последњем успону. На 5 km до циља нападали су Кинтана, Порт и Барде, затим је покушао и Фрум и успели су да се одвоје од других фаворита; завршили су етапу са истим временом и Фрум је задржао жуту мајицу. На етапи 11, потпуно равној, где се није очекивала борба за генерални пласман, али Петер Саган је напао на 12 km до циља, пратили су Мацјеј Боднар, Фрум и Герент Томас, који су дошли заједно на циљ, где је Саган одспринтао Фрума. Фрум је тако узео још десет секунди ривалима. На етапи 12, која је вожена до Мон Вантуа, Фрум, Порт и Бауке Молема су били испред других ривала на последњем успону, Вантуу, када их је камерман на мотору оборио у последњем километру. Моториста је оборио Порта, преко којег је пао и Фрум, док је Молема успио да их заобиђе. Фрумов бицикл је био потпуно уништен, тако да је трчао док није добио бицикл од неутралног механичара, али му није одговарао и морао је да сачека тимски аутомобил. Нови бицикл је добио на 500 метара до циља. Циљ је прошао минут и 40 секунди иза Молеме и минут и 14 секунди иза групе других фаворита. Иако је пласманом на етапи изгубио жуту мајицу, судије су одлучиле да и Фруму и Порту доделе исто време као и Молеми, те је тако задржао жуту мајицу, повећавши предност у односу на Кинтану, Бардеа и друге. На хронометру на етапи 13, Фрум је заврршио други, минут иза Тома Димулена, али преко два минута испред Кинтане, Јејтса, Порта и Бардеа. Након хронометра, Фрум је повећао предност у генералном пласману на два минута испред Молеме, 2' 45" испред Јејтса, док су остали били на преко три минута. Након три релативно мирне етапе, борба се наставила на етапи 17. Тим Скај је контролисао трку, Фабио Ару и Данијел Мартин су покушали са нападима у финишу, али су брзо достигнути. Међутим, када је Ричи Порт напаао, Фрумови сувозачи нису могли да га достигну, због чега је Фрум кренуо сам - оставивши све остале иза себе. Завршили су десет секунди испред Јејтса и Бардеа, док су остали завршили доста иза. На брдском хронометру на етапи 18, Фрум је тријумфовао 21 секунду испред Димулена и повећао је предност у генералном пласману на четири минута испред Молеме. На етапи 18, Винченцо Нибали је пао на спусту испред Фрума, након чега је пао и Фрум. Узео је бицикл од Герента Томаса, али није могао да испрати напад Бардеа на 10 km до циља, завршио је етапу 36 секунди иза Бардеа, али је задржао велику предност у генералном пласману. На етапи 20, Фрум и тим Скај су контролисали трку, други возачи су надокнадили неколико секунди, али Фрум је остао лидер и остало је још само да заврши етапу у Паризу. Последња, етапа 21 је традиционално мирна, прошла је без проблема и Фрум је освојио свој трећи Тур, са четири минута и пет секунди испред Ромена Бардеа..
Након Тур де Франса, Фрум је био лидер британског тима на Олимпијским играма у Рио де Женеиру. Имао је механичких проблема и морао је да мења бицикл, али га је Герент Томас вратио у главну групу. Фрум је нападао, али није имао снаге кад је Винченцо Нибали упутио одлучујући напад и на крају је друмску трку завршио на 12. месту, три минута иза победника, Грега ван Авермата. Следећи циљ било му је освајање златне медаље у трци на хронометар, али је морао да се задовољи бронзом, као и у Лондону 2012.. Завршио је 1'02" иза победника Фабијана Канчеларе и 15 секунди иза Тома Димулена.
Након Олимпијских игара, Фрум је донео одлуку да вози Вуелта а Еспању, са намером да је освоји након два друга места. Главни конкуренти били су му Наиро Кинтана, Алехандро Валверде и Алберто Контадор. Вуелта је почела екипним хронометром који је победио тим Скај, те је тако Фрум стекао 52 секунде испред Контадора. Већ на трећој етапи вођене су борбе у брдима. На последњем успону тим Мовистар је поставио јак темпо, Фрум је био дистанциран али је успио да се врати и да заврши заједно са Валвердеом и Кинтаном. Након неколико мирнијих етапа, борба је настављена на осмој етапи. При врху последњег успона, Кинтана је напао, Фрум није могао да реагује и изгубио је 33 секунде и након етапе заостајао је 27 секунди за Кинтаном у генералном пласману. На деветој етапи, чији циљ је био на успону друге категорије, Фрум није успио да се одвоји и фаворити су завршили заједно. На десетој етапи, Фрум је полако отпадао од групе на 9 km до циља; на 5 km до циља, Контадор и Кинтана су напали, повећавајући разлику, али тада се Фрум опоравио и достизао ривале једног по једног, осим Кинтане. На крају је достигао и Роберта Хесинка, који га је одспринтао на циљу, тако да је Фрум завршио трећи, 25 секунди иза Кинтане, односно 31 због бонификације. На етапи 11, на последњем успону Пења Кабарга дугом 1,8 km, Естебан Чавез је први напао, стекао предност, али је достигнут кад је Валверде кренуо. Фрум је пратио, а затим је напао; Кинтана је једини могао да га прати. Фрум није успио да се одвоји, али је освојио етапу у спринту. Етапа 13 је вожена лагано, није било борби, а главна група је завршила чак 33 минута иза победника етапе, Валерија Контија. На краљевској, етапи 14, чији је циљ био на успону Кол д’Обиск дугом 18 km, вођена је велика борба. Кинтана је покушавао да дистанцира Фрума, али није могао. Први пут је напао на половини успона — Фрум је пратио. Њих двојица су завршили етапу заједно, док је Контадор дистанциран. На наизглед не толико тешкој, етапи 15, дугој само 118 km, Фрум је био у проблемима. Контадор је напао на почетку етапе, Кинтана је пратио, док је Фрум заостајао; убрзо се разлика попела на 20 секунди, а Фрум је имао уз себе само два сувозача. Како се темпо појачавао, Фрум је остао без сувозача, а возачи тима Орика су вукли за Чавеза. Фрум до краја није могао да надокнади време нити је могао да одговори када су Чавез и Валверде напали. На крају је изгубио два минута и 37 секунди од Кинтане и заостајао је три и по минута у генералном пласману. Већина Фрумових сувозача је етапу завршила ван временске рампе, али им је дозвољено да наставе трку јер је 91 возач завршио ван дозвољеног времена. На етапи 17, Контадор је први напао, Фрум је био дистанциран, пратили су Кинтана и Чавез, али је Фрум успио да се врати и прва четворица су завршили заједно. На етапи 19, вожен је хронометар дуг 37 km и последња прилика за Фрума да се врати у игру за освајање Вуелте. Већ на првом пролазном мерењу Фрум је имао 46 секунди испред Кинтане, док је предност на другом мерењу била преко минут и по; Фрум је победио на етапи, надокнадивши два минута и 16 секунди за Кинтаном, али је и даље имао минут заостатка. На последњој брдској, етапи 20, Фрум је нападао на последњем успону. Први напад упутио је на 5 km до циља, али је Кинтана пратио, као и сваки наредни напад. На последњем километру било је јасно да Кинтана осваја Вуелту, али је Фрум и даље нападао; међутим, није могао да направи разлику, док је пред циљ Кинтана напао и завршио две секунде испред. Последња етапа вожена је по равном, у Мадриду, није било промена и Фрум је по трећи пут завршио Вуелту на другом месту, минут и 23 секунде иза Кинтане. Други је завршио и у класификацији комбинације.
Фрум је изјавио да ће покушати да освоји Тур и Вуелту следеће године. У октобру је возио Суитама Критеријум. На 5 km до циља, Фрум, Адам Јејтс и Петер Саган су напали, придружили су се јапанском бициклисти Шоу Хацујуми и Фрум завршио трећи у спринту. Сезону је завршио на трећем месту у UCI ворлд туру, док је у избору за најбољег бициклисту, награди Вело д’Ор заузео друго место, 16 поена иза Сагана.

### 2017.
Сезону 2017. почео је на једнодневној трци Кадел Еванс грејт океан рејс, трци која је покренута у част првог аустралијског победника Тур де Франса, Кадела Еванса. Фрум је напао са Портом у финишу трке, али није имао снаге и на крају је отпао од главне групе, завршивши на 49. месту, 43 секунде иза групе. Сезону у Аустралији наставио је на Хералд сан туру, трци коју је освојио претходне године. Трка је почела прологом дугим 2 km, који је Фрум завршио на 26. месту, седам секунди иза победника. На првој етапи, Фрум је на 29 km дугом успону покушавао да се дистанцира из групе, али је на крају завршио минут и 10 секунди иза победника, што је био и његов нови заостатак у генералном пласману. На последњој, четвртој етапи, Фрум је напао са још два сувозача, али је брзо достигнут; у потрази за етапном победом, напао је на 4,5 km до циља, али је одмах достигнут. Није успио да победи, завршио је шести у генералном пласману и тако прекинуо четворогодишњи низ отварања сезоне победом. Наредна трка коју је возио била је Вуелта а Каталуња, где је први пут у сезони возио против конкурената за Тур де Франс. Трка је отворена спринтерском етапом, а на другој етапи вожен је екипни хронометар. Тим Скај је завршио трећи, 46 секунди иза тима Мовистар и 48 иза тима БМЦ. Ипак Мовистар је кажњен са минут због гурања једног возача и након кажњавања, Фрум је стекао 14 секунди у односу на Валвердеа. На трећој етапи, Валверде је напао на 2 km до циља и победио на етапи; Фрум је завршио осам секунди иза. На петој етапи, на последњем успону први је напао Алберто Контадор, али када је Алехандро Валверде напао, Фрум је био дистанциран; вратио се на километар до циља, Валверде је напао, Фрум је отпао, а након њега и Контадор. Фрум је успио да достигне Контадора и завршио /ref> На етапи 19, вожен је хронометар дуг 37 km и последња прилика за Фрума да се врати у игру за освајање Вуелте. Већ на првом пролазном мерењу Фрум је имао 46 секунди испред Кинтане, је други на етапи, 13 секунди иза Валвердеа. На шестој етапи, тимови Мовистар и Трек су вукли јако, раздвојили су групу, док су Фрум и комплетан тим Скај остали иза. Покушавали су да се врате, али како је почео први успон на етапи — заостатак је порастао на два минута. Све више тимова придружило се Треку и Мовистару у раду на челу групе, док је Фрум пре последњег успона био шест минута иза. Пошто је било јасно да су шансе за подијум изгубљене — Фрум је успорио темпо и етапу је завршио 26 минута иза Валвердеа. На последњој, седмој етапи, Фрум је напао на 9 km до циља, стекао је 13 секунди предности, али је достигнут. На крају, завршио је трку кроз Каталонију на 30. месту, 28 минута иза Валвердеа, док је и у брдској класификацији остао 55 поена иза Валвердеа.
Припреме за Тур де Франс наставио је у Швајцарској, на Тур де Романди трци. Трка је почела 4,8 km дугим прологом, који је Фрум завршио тек на 78. месту, 29 секунди иза победника Фабија Фелинеа. Након три мирније етапе, водила се борба на четвртој. Фрум је реаговао на прве нападе на последњем успону, али је дистанциран након што су Сајмон Јејтс и Ричи Порт напали; завршио је минут и 15 секунди иза Јејтса. Хронометар на последњој, петој етапи завршио је на деветом месту, 46 секунди иза Порта; у генералном пласману завршио је на 18. месту, минут и 55 секунди иза победника трке, Ричија Порта. Генерална проба пред Тур де била му је трка Критеријум ди Дофине, на којој су учествовали главни фаворити за Тур. Прве борбе на Дофинеу вођене су на хронометру на четвртој етапи. Фрум је завршио на осмом месту, 37 секунди иза победника, Ричија Порта и 13 секунди иза Валвердеа. На шестој етапи, сувозачи из Астане, Фабио Ару и Јакоб Фуглсанг напали су заједно при врху последњег успона, на око 15 km до циља, пратили су Фрум и Порт; прешли су успон заједно, на спусту су покушали да се одвоје, али су сви завршили заједно; Фрум је завршио трећи у спринту. На седмој етапи, до Алп д’Уеза, Валверде и Ару су напали први, али су достигнути. Порт је напао на 2 km до циља, Фуглсанг је пратио док је Фрум отпао; изгубио је 23 секунде и пред последњу етапу био је други, минут иза Порта. На последњој етапи дугој 115 km, Порт је дистанциран на претпоследњем успону, Кол де ла Галибијеу; након успона Фрум је био минут и по испред Порта. На последњем успону, на 7 km до циља Фуглсанг је напао, пратио је Данијел Мартин, док је Фрум изгубио контакт. На 3 km до циља Порт је достигао Фрума и отишао од њега. Јако лошу етапу Фрум је завршио осми, минут и 36 секунди иза победника, Јакоба Фуглсанга; док је завршио минут и 24 секунде иза Данијела Мартина, завршивши тако трку на четвртом месту, само секунду иза Мартина. На тај начин, Фрум први пут након 2012. није остварио ниједну победу пре Тур де Франса.
Фрум је био први фаворит за освајање Тура, заједно са Портом, док су други ривали били Наиро Кинтана, Алберто Контадор, Ромен Барде, Фабио Ару, Алехандро Валверде и Јакоб Фуглсанг. Тур је стартовао хронометром у Диселдорфу, на коме је победио Фрумов сувозач Герент Томас, док је због пада Тур морао да напусти Валверде. Фрум је завршио шести, али је стекао око 40 секунди испред Порта и Кинтане, док су Ару, Барде и Контадор завршили још даље. На трећој етапи, Порт и Контадор су напали у последњем километру, Фрум је био дистанциран, али је Петер Саган спојио у потрази за етапном победом. На петој етапи, Фабио Ару је напао на 2,3 km до циља. Италијан је возио одлично и нико није могао га достигне; Фрум је напао на 1,7 km до циља, пратили су Порт, Мартин и Барде; на 1,2 km до циља Фрум је покушао опет, али није могао да се одвоји од Порта; завршио је трећи, 20 секунди иза Аруа и преузео је жуту мајицу. На деветој етапи, на последњем успону, екстра категорије, одвојила се мала група конкурената; на спусту је пао Порт и напустио је Тур; у спринту шест фаворита, Фрум је завршио трећи; Кинтана је изгубио минут, а Контадор четири. На етапи 12, тим Скај је контролисао трку, на 300 метара до циља Барде и Ару су напали, док се Фрум мучио и у тих 300 метара изгубио је 22 секунде од Бардеа, 20 од Ригоберта Урана и Аруа и изгубио је жуту мајицу; заостајао је шест секунди иза Аруа у генералном пласману. На краткој, етапи 13, Контадор и Микел Ланда су напали на 75 km до циља, придружили су им се Кинтана и Ворен Барги; Фрум није нападао и завршио је у групи минут и 48 секунди иза четворке. На етапи 14, Ару је отпао на последњем кратком успону и Фрум је преузео жуту мајицу. На етапи 15, Фрум је био у проблемима. Аг2р је вукао на успону на 40 km до циља, Фрум је морао да стане и промени точак; сувозачи су успели да га врате у групу пре краја успона и завршио је заједно са другим конкурентима. На етапи 17, Фрум је узео треће место и четири бонус секунде. На последњој брдској, етапи 18, Барде је нападао више пута, али је Фрум пратио и сачувао је 23 секунде пред хронометар. На хронометру на етапи 20, Фрум је завршио трећи, шест секунди иза Мацјеја Боднара, и минут и 57 секунди испред Бардеа. Последња етапа била је равна, славио се крај Тура, који је освојио Фрум, 54 секунде испред Урана. Фруму је то била трећа узастопна, а укупно четврта победа.
Неколико дана након Тура, возио је критеријум Розелар, у Белгији и освојио га је. Након критеријума, вратио се у Француску и са неколико сувозача тренирао је у Шателу, гдје се опорављао од Тура и припремао за Вуелта а Еспању. Као припрему за Вуелту — возио је критеријум Казахстан, у Астани и критеријуме Ахт ван Хам и Етен—Лер у Јужној Холандији. Критеријуми у Казахстану и Холандији вожени су 12 и 13. августа, те је због тога Фруму плаћен приватни лет да би стигао на време у Холандију. Критеријум у Казахстану завршио је на 27 месту, након чега је изјавио да је критеријум био велики изазов за њега и да му је то била прва посета Казахстану. Први критеријум у Холандији — Ахт ван Хам, освојио је; док је завршио други на критеријуму Етен—Лер, који је освојио 2013 и 2015 године. Пре почетка Вуелте, изјавио је да има "незавршена посла" са трком коју покушава да освоји шест година. Фрум је био први фаворит за освајање Вуелте, док су за његове највеће ривале важили ривали са Тур де Франса— Алберто Контадор, Фабио Ару и Ромен Барде; као и возачи који су пропустили Тур — Винченцо Нибали, Адам Јејтс и Илнур Закарин.
Вуелта је стартовала екипним хронометром, који је Фрумов тим Скај завршио четврти, девет секунди иза тима БМЦ, али је Фрум стекао предност у односу на највеће конкуренте; 22 секунде испред Нибалија, 26 испред Контадора, 32 испред Аруа и 36 секунди испред Бардеа. На равној, другој етапи, група се у последњих 10 km преполовила на неколико мањих и Фрум је изгубио осам секунди од нибалија, али је надокнадио време у односу на друге конкуренте. На трећој етапи, Вуелта је ишла у Андору, где је вођена велика борба на три брдска циља. Тим Скај је диктирао темпо, омогућивши Фруму да узме две секунде бонификације на пролазном циљу. На осам километара до циља, Фрум је напао и само је Естебан Чавез могао да прати. Достигли су их на километар до циља; Нибали је напао на 400 метара до циља и тријумфовао, док је Фрум завршио трећи. Захваљујући две секунде бонификације са пролазног циља и четири за треће место — Фрум је преузео црвену (лидерску) мајицу. То је био први пут након 2011 да је обукао црвену мајицу. На петој етапи тим Скај је радио на челу, а када се дошло до успона, темпо је био прејак за Аруа, Бардеа и Нибалија. Алберто Контадор, који је на трећој етапи изгубио два и по минута, напао је у финишу, Фрум и Естебан Чавез су пратили и завршили су етапу заједно. Фрум је повећао предност на 10 секунди испред Тиџеја ван Гардерена, док су Нибали и Ару заостајали преко 30 секунди. На шестој етапи, Контадор је нападао, раздвојио је групу, али Фрум се држао напред захваљујући Вауту Пулсу, који је радио за њега. Међутим, група се на спусту спојила и сви фаворити су завршили заједно, осим Ван Гардерена, који је пао двапут. Након мирне седме, борба је настављена на осмој етапи. Док је бег одлучивао етапног победника, тим Скај је диктирао темпо, који је постајао јачи како су се приближавали циљу. Контадор је први напао, али је Скај на темпо стигао; међутим када је Контадор други пут напао — Фрум је морао да реагује, док су остали пратили. Следећи је Фрум напао и само је Контадор могао да прати. Прешли су успон заједно, након чега су возили агресивно и на спусту. Етапу су завршили заједно, те је Фрум повећао предност на 30 секунди испред Чавеза, док је Нибали заостајао 50, а Ару преко минут. Циљ девете етапе био је на 4 km дугом успону. Тимови Скај и Кенондејл су радили на челу. На последњем километру, Фрум је напао и дистанцирао све; Чавез и Мајкл Вудс су га достигли, али након новог напада — отпали су и Фрум је дошао до соло победе, четири секунде испред Чавеза. То је била прва Фрумова победа на гранд тур тркама у сезони. На дан одмора отишао је са 36 секунди испред Чавеза, док су остали заостајали преко минут. На десетој етапи, Винченцо Нибали напао је на спусту са последњег успона, али је достигнут на 15 km до циља; након чега је напао Николас Роуч. Фрум је завршио у групи, док је Роуч надокнадио 30 секунди и пришао Фруму на 36 секунди. На етапи 11, Контадор је напао на 10 km до циља, због чега су отпали Чавез и Роуч, Фрумови најближи пратиоци. Како се успон ближио крају, Нибали је напао на 2 km до циља, Мигел Анхел Лопез је реаговао, а затим и Фрум; који није имао снаге кад је Лопез напао и завршио је етапу други, 14 секунди иза Лопеза. Фрум је у генералном пласману повећао предност јер су Чавез и Роуч изгубили доста времена. На етапи 12, Контадор је напао на последњем успону Торкал, тим Скај је послао једног возача да га достигне, док оформе потеру. Предност Контадора је пала на 15 секунди, међутим Фрум је на спусту пао и морао је да мења бицикл; мало након што је добио други бицикл — пао је поново. Ваут Пулс и Микел Ниеве радили су за Фрума, покушавајући да достигну главну групу, али нису успели. Изгубио је 42 секунде од Контадора и 20 од главне групе, у којој су били сви други конкуренти. Фрум је задржао црвену мајицу, али је Нибали дошао на 59 секунди. Након једне равне етапе, борба је настављена на етапи 14. Контадор и Нибали су напали на 3 km до циља, Фрум није имао сувозаче и морао је сам да их достигне. На 2 km до циља, Лопез је напао и нико није могао да реагује. Фрум је етапу завршио на четвртом месту, док је Нибали узео четири секунде бонификације и смањио заостатак у генералном пласману. На етапи 15, на претпоследњем успону, Алто дел Пурче, Контадор и Лопез су напали — Скај није реаговао. Док је Контадор повећавао предност како је почео успон екстра категорије — Алто оја де ла Мора, Нибали је напао на 12 km до циља; Скај је реаговао и достигли су га након два километра. Ускоро је достигнут и Контадор, који је затим отпао из групе; у финишу је Фрум дистанцирао и Нибалија и завршио је шест секунди испред њега, а 47 секунди иза Лопеза. Фрум је на други дан одмора отишао са минут испред Нибалија. На етапи 16 вожен је 40 km дуг хронометар. Фрум је био доминантан и победио са 29 секунди испред Вилка Келдермана, док су Нибали и Контадор завршили минут иза. Фрум је повећао предност у генералном пласману на два минута испред Нибалија. На етапи 17, Фрум је платио цех за сјајно одвезани хронометар. Нибали је покушавао да се одвоји на спусту, на 30 km до циља, али је Скај контролисао етапу. На 6 km до циља, Контадор је напао и отишао од групе; убрзо су напали и Нибали и остали конкуренти, Фрум није имао снаге и губио је време без обзира што је имао пет сувозача који су радили за њега. Изгубио је минут и 20 секунди од Контадора и 46 секунди од Нибалија, али је задржао црвену мајицу, минут и 16 секунди испред Нибалија. На етапи 18, Контадор је нападао на последњем успону — Колада де ла Оз, Фрум је пратио. На последњем километру, Фрум је напао, пратили су Контадор и Вудс и њих тројица су завршили заједно. Фрум је тако надокнадио 20 секунди испред Нибалија. На етапи 19, поново је Контадор нападао, али га је тим Скај достигао на 5 km до циља и завршили су заједно у групи, пред одлучујућу брдску етапу. Етапа 20 била је последња брдска, етапа дуга 117 km, са два успона прве и циљем на успону екстра категорије — Англиру. Контадор је напао на почетку Англируа и достизао бегунце; тим Скај је возио у темпу и Контадорова предност је расла до минут и по. На 2 km до циља, Нибали је почео да отпада од групе, Фрум је то приметио и његов сувозач, Ваут Пулс је појачао темпо, те су њих двојица кренули у потеру за Контадором. Нису га достигли, Контадор је освојио етапу 17 секунди испред Пулса и Фрума, који је практично осигурао победу на Вуелти. Последња, етапа 21, вожена је у Мадриду, по равном терену. Етапа је завршена групним спринтом, Фрум је спринтао и завршио етапу на 11 месту и освојио је Вуелту. 11 местом на етапи, добио је пет поена и освојио је класификацију по поенима, два поена испред Матеа Трентина. Уз класификацију по поенима освојио је и класификацију комбинације. Фрум је тако постао први британски победник Вуелте и први возач након Бернара Иноа 1978 који је освојио Тур де Франс и Вуелту исте године; а први возач који је освојио Тур и Вуелту у истој години након што је Вуелта померена за август. Вуелта се одржавала у априлу и мају до 1995. Након Вуелте, Фрум је истакао да је ово вероватно била једина прилика коју ће имати у каријери да освоји класификацију по поенима и да се због тога борио; истакао је и да ће једног дана покушати а освоји Ђиро д’Италију, али да је главни циљ за 2018 пета победа на Тур де Франсу.
Након Вуелта а Еспање, Фрум се припремао за Светско првенство у вожњи на хронометар. Светско првенство у вожњи на хронометар 2017. одржано је у Бергену, Фрум је освојио бронзу. Током целог хронометра, Фрум је заостајао и на пролазном мерењу пред успон, 3 km до циља, био је седми. На успону је возио агресивно и освојио је бронзу, минут и 21 секунду иза победника — Тома Димулена; седам секунди испред Нелсона Оливеире. Три дана пре индивидуалног, Фрум је освојио бронзу на Светском првенству у тимском хронометру.
На презентацији руте Тур де Франса 2018, која је одржана 17. августа 2017, Фруму је уручен трофеј за најбољег бициклисту године — награда Вело д’Ор. Трофеј му је уручио Бернар Ино. То је био трећи пут да Фрум осваја награду за најбољег бициклисту, након 2013 и 2015. Након презентације руте Ђиро д’Италије 2018, 29. новембра 2017, Фрум је изјавио да ће возити Ђиро 2018, у покушају да оствари Ђиро — Тур дабл. То значи да ће Фрум морати да промени уобичајени програм трка пред Тур де Франс. Ђиро д’Италију и Тур де Франс у истој години последњи је освојио Марко Пантани 1998, док је Наиро Кинтана покушао 2017, али је завршио други на Ђиру, док је Тур завршио тек на 12 месту. Након потврде да ће возити Ђиро, појавиле су се информације да ће RCS Sport платити Фруму и тиму Скај 2 милиона евра за учешће, што је оповргао директор Ђира — Мауро Вењи.
UCI је 13. децембра 2017 године објавио да је Фрум био позитиван на допинг тесту, на салбутамол, лек који се користи за астму; позитивни су били и А и Б узорци. Позитиван је био на тесту урађеном 7. септембра, током 18 етапе Вуелта а Еспање; у организму је имао дупло више од дозвољене дозе салбутамола. Дозвољена доза је 1.000 ng/ml (досл. нанограм/милилитар), док је према правилнику UCI-ја, максимална казна суспензија на две године.